# الأدوية الأساسية

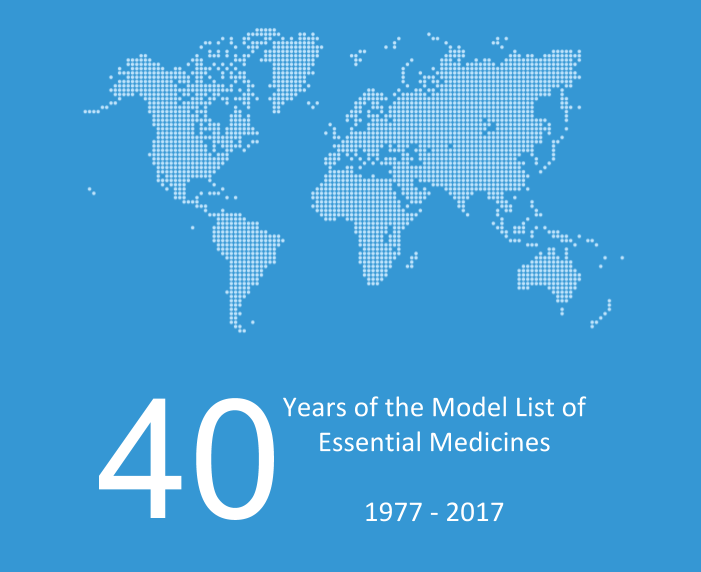
يصادف عام 2017 الذكرى السنوية الأربعين لقائمة منظمة الصحة العالمية النموذجية للأدوية الأساسية

الأدوية الأساسية، كما تم تعريفها من قبل منظمة الصحة العالمية، هي الأدوية التي تلبي الاحتياجات الصحية ذات الأولوية للسكان.
كما يجب أن تكون هذه الادوية بأسعار معقولة بشكل عام ويستطيع الناس الوصول إليها في جميع الأوقات بكميات كافية.
نشرت منظمة الصحة العالمية قائمة نموذجية بالأدوية الأساسية. كما يتم تشجيع كل دولة على إعداد قوائمها الخاصة بها مع مراعاة الأولويات المحلية. نشرت أكثر من 150 دولة قائمة الأدوية الرسمية الأساسية. تمكّن قائمة الأدوية الأساسية السلطات الصحية، لا سيما في الدول النامية من تحسين الموارد الصيدلانية. تحتوي قائمة منظمة الصحة العالمية على قائمة أساسية وأُخرى تكميلية.
تعرض القائمة الأساسية قائمة بالحد الأدنى من الأحتياجات لنظام الرعاية الصحية الأساسية، مع سرد الأدوية الأكثر فعالية وآمنة ومناسبة من حيث التكلفة لشروط للأولوية. يتم اختيار الشروط ذات الأولوية بالاعتماد على العلاقة الحالية والمستمرة بالموارد الصحية العمومية المستقبلية، وإمكانية العلاج الفعال والآمن من حيث التكلفة.
في حين تعرض القائمة التكميلية الأدوية الأساسية للأمراض ذات الاولوية، والتي تحتاج إلى مرافق تشخيصية أو مراقبة متخصصة.
في حالة الشك، يمكن أيضاً إدراج الأدوية على أنها مكملة على أساس تكاليف أعلى أو فعالية أقل جاذبية من حيث التكلفة في مجموعة متنوعة من الإعدادات.هذه القائمة مهمة لأنها تُشكل أساس سياسة الدواء الوطنية في أكثر من 155 دولة، سواء في العالم المتقدم أو النامي.
العديد من الحكومات تعود إلى توصيات منظمة الصحة العالمية عند اتخاد القرارات المتعلقة بالإنفاق الصحي.

## النظرية والتطبيق
لقد تغير تعريف الأدوية الأساسية مع مرور الوقت.
كان التعريف الأصلي لمنظة الصحة العالمية في 1977 عبارة عن أدوية «ذات أهمية قصوى، أساسية لا غنى عنها، وضرورية لاحتياجات الرعاية الصحية للسكان».وقد ورد هذا المفهوم في إحدى النقاط العشر لإعلان ألما-آتا لعام 1978 بشأن الرعاية الصحية الأولية.
في عام 2002 تغير هذا التعريف إلى:
الأدوية الأساسيةهي تلك التي تلبي احتياجات الرعاية الصحية ذات الأولوية للسكان.
ويبقى هذا التعريف الحالي اعتباراً من عام 2017.

### اختيار
يتم اختيار المواد كأدوية أساسية على أساس مدى شيوع المرض الذي يعالجه، والدليل على الفائدة، ودرجة الآثار الجانبية، والتكلفة مقارنة بالخيارات الأخرى.

### نسبة التكلفة إلى الفائدة
تحليل فعالية التكلفة هو موضوع نقاش بين المنتجين (شركات الأدوية) ومشترين الأدوية (الخدمات الوطنية الصحية). وتشير التقديرات إلى أن الوصول إلى الأدوية الأساسية يمكن أن يُنقذ 10 ملايين شخص في السنة.

## التاريخ
تم تحديث قائمة منظمة الصحة العالمية للأدوية الأساسية كل سنتين من عام 1977. النسخة الحالية تم نشرها في 20 من مارس عام 2017.

### قائمة الأطفال
نُشرت أول طبعة من «قائمة منظمة الصحة العالمية للأودية الأساسية للأطفال» في عام 2007، بينما تم نشر الطبعة الخامسة في 2015. تم إنشاؤها للتأكُد من أن احتياجات الأطفال تعتبر بشكل منهجي مثل توافر الصيغ المناسبة. احتوت الطبعة الأولى على 450 تركيبة من 200 دواء مختلف.

### عدد الأدوية
تضاعف عدد الأدوية تقريباً من 208 إلى أكثر من 340 في عام 1977.وقد ازداد النطاق على مر السنين، ويشمل الآن دواء مضاد الصداع النصفي، ومضادات ترياق، وأدوية مضادة للأورام. القائمة الثالثة للأطفال من عام 2011 تحتوي على 269 دواء.

## المجتمع والثقافة
يعتبر الحصول على الأدوية الأساسية جزءاً من أهداف التنمية المستدامة، وتحديداً الهدف 3.8.
ويستخدم عدد من المنظمات، ذات النطاق العالمي، هذه القائمة لتحديد الأدوية التي ستوردها.

## روابط خارجية
https://www.who.int/medicines/publications/essentialmedicines/en/